# چستلین
چستلین (به صربی: Čestelin) یک روستا در صربستان است که در ناحیه پچینیا واقع شده‌است. چستلین ۲۲ نفر جمعیت دارد.